# Aluminiumoxid
Aluminiumoxid er en kemisk forbindelse som består af aluminium og oxygen med molekylformlen Al2O3. Aluminiumoxid på krystalform kaldes korund. Hvis krystalstrukturen er tilstrækkelig ren til at være gennemskinnelig klasificeres ædelstenen h.h.v. rubin eller safir alt efter hvilke sporemner den indeholder. 
Aluminiumoxid Al2O3 er kemisk set relativt inert, og indgår i mange mineraler. 
Stoffet er vigtigt i aluminiumsfremstilling, og bruges som slibemiddel pga. dets hårdhed og som ildfast materiale som følge af dets høje smeltepunkt. Aluminiumoxid bruges også som bæremateriale inden for katalyse og som fyldmateriale i plastik da stoffet er hvidt og relativt inert. 
Aluminiumoxid bruges desuden i industriel fremstilling af syntetisk safirkrystal, der efter fremstilling skæres i skiver, poleres og bruges som meget stærke og ridsefaste "safirglas" på bl.a. højkvalitets armbåndsure og stregkodeskannere.